# Федорково (Великолукский район)
Федорково — деревня в Великолукском районе Псковской области России. Входит в состав Лычёвской волости.

## География
Расположена в 41 км к юго-востоку от райцентра Великие Луки и в 12 км к северо-западу от бывшего волостного центра Успенское. С севера примыкает к деревни Плаксино.

## Население
| 2001 | 2002 | 2010 |
| ---- | ---- | ---- |
| 58   | ↗59  | →59  |

Численность населения деревни по состоянию на начало 2001 года составила 58 жителей.

## История
С января 1995 до декабря 2005 года деревня входила в состав бывшей Федорковской волости в качестве её административного центра, с января 2006 до декабря 2014 года деревня входила в состав ныне упразднённой Успенской волости.